# Shizhuang (köpinghuvudort i Kina, Jiangsu Sheng, lat 32,15, long 120,52)
Shizhuang är en köpinghuvudort i Kina. Den ligger i provinsen Jiangsu, i den östra delen av landet, omkring 160 kilometer öster om provinshuvudstaden Nanjing. Antalet invånare är 55 154. Befolkningen består av 28 508 kvinnor och 26 646 män. Barn under 15 år utgör 13,0 %, vuxna 15-64 år 70 %, och äldre över 65 år 16,0 %.
Runt Shizhuang är det mycket tätbefolkat, med 1 819 invånare per kvadratkilometer. Närmaste större samhälle är Changjiang, 6,1 km sydost om Shizhuang. Trakten runt Shizhuang består till största delen av jordbruksmark.
Genomsnittlig årsnederbörd är 1 284 millimeter. Den regnigaste månaden är juli, med i genomsnitt 239 mm nederbörd, och den torraste är januari, med 34 mm nederbörd.